# ألان هنتر (لاعب كريكت)
ألان هنتر (6 مارس 1926 في نيوزيلندا - 31 أغسطس 1982 في نيوزيلندا) (بالإنجليزية: Allan Hunter)‏ هو لاعب كريكت نيوزلندي. لعب مع Central Districts cricket team ‏.

## وصلات خارجية
- ألان هنتر على موقع إي آس بي آن كريك إنفو (الإنجليزية)